# カスタム君
カスタム君とは、日本国税関のイメージキャラクター。
密輸防止の街頭キャンペーンや税関展、広報ビデオやパンフレットなどでの広報活動のために1993年に横浜税関で誕生した。
趣味はお散歩。
全国の税関に対応するご当地カスタム君が存在する。